# Workum
Workum (Fries: Warkum, [’varkm]) is een stad in de gemeente Súdwest-Fryslân, in de Nederlandse provincie Friesland. Workum is een van de Friese elf steden. In 2023 telde de plaats 4.570 inwoners. De plaats ligt grofweg tussen Hindeloopen en Bolsward.
Onder het postcodegebied van de plaats valt de buurtschap Kleine Wiske.

## Beschermd gezicht
Een deel van Workum is een beschermd stadsgezicht, een van de beschermde stads- en dorpsgezichten in Friesland. Workum telt 86 rijksmonumenten.

## Geschiedenis
Workum is als agrarische nederzetting ontstaan. Wegens de ligging ontwikkelde het zich tot een belangrijk centrum van zeehandel en later scheepvaart. De plaats kreeg in 1399 stadsrechten. Workum bestond eertijds uit de Wijmerts, een gegraven waterweg die de haven met de Friese binnenmeren verbond, en huizen langs dat water.
In de loop der jaren kreeg de Wijmerts diverse zijarmen. Sinds de Wijmerts in 1785 gedempt werd, is er in het midden een plein, de Merk, dat de wegen Noard (Noord) en Súd (Zuid) met elkaar verbindt. Enkele zijarmen zijn nog te bereiken via de Diepe Dolte.
In 1297 werd Workum vermeld als Waltercom, circa 1327 als Waldricheim, in 1333 als Woldrichem, in 1343 als Wolderchem, in 1374 als Waerkum en in 1505 als Worckum. De plaatsnaam zou erop duiden dat het de woonplaats (Heem/um) was van de persoon Waldrik.
Begin 1500 werd Zuidwest-Friesland centraal bestuurd door Albrecht van Saksen. Workum werd overvallen door troepen van Karel V. Hij verjoeg de Gelderse troepen, die zich in de kerk hadden verschanst, waarbij de kerk in brand vloog en ook de losstaande toren verloren ging. Zijn opvolger was de Habsburger stadhouder Schenck van Toutenburg. In 1533 werd in het groot arbitrage vastgesteld dat Workum een onderhoudsplicht van de zeedijken kreeg.
Doordat de handel in de 15de eeuw te maken kreeg met de concurrentie van Holland en Zeeland, ging men in Workum over tot scheepsbouw. Toen in de 17de eeuw polders werden aangelegd, werden er ook veel molens gebouwd. Hiervoor werd grenen gebruikt dat door de Oostzeevaarders werd meegenomen. In Holland en Zeeland werd meer eikenhout gebruikt dat uit Frankrijk kwam. Door de scheepsbouw bloeide de economie weer op. De haven had last van verzanding hetgeen tot inpoldering van de Workumer Nieuwland leidde.

### Gemeentelijke herindeling
Tot de gemeentelijke herindeling van 1984 was Workum een zelfstandige 'gemeente'. Samen met de steden Hindeloopen en Stavoren en een groot deel van de toenmalige gemeente Hemelumer Oldeferd ging Workum als hoofdplaats op in de gemeente Nijefurd. Op 1 januari 2011 werd Workum deel van de gemeente Súdwest-Fryslân.

## Bezienswaardigheden

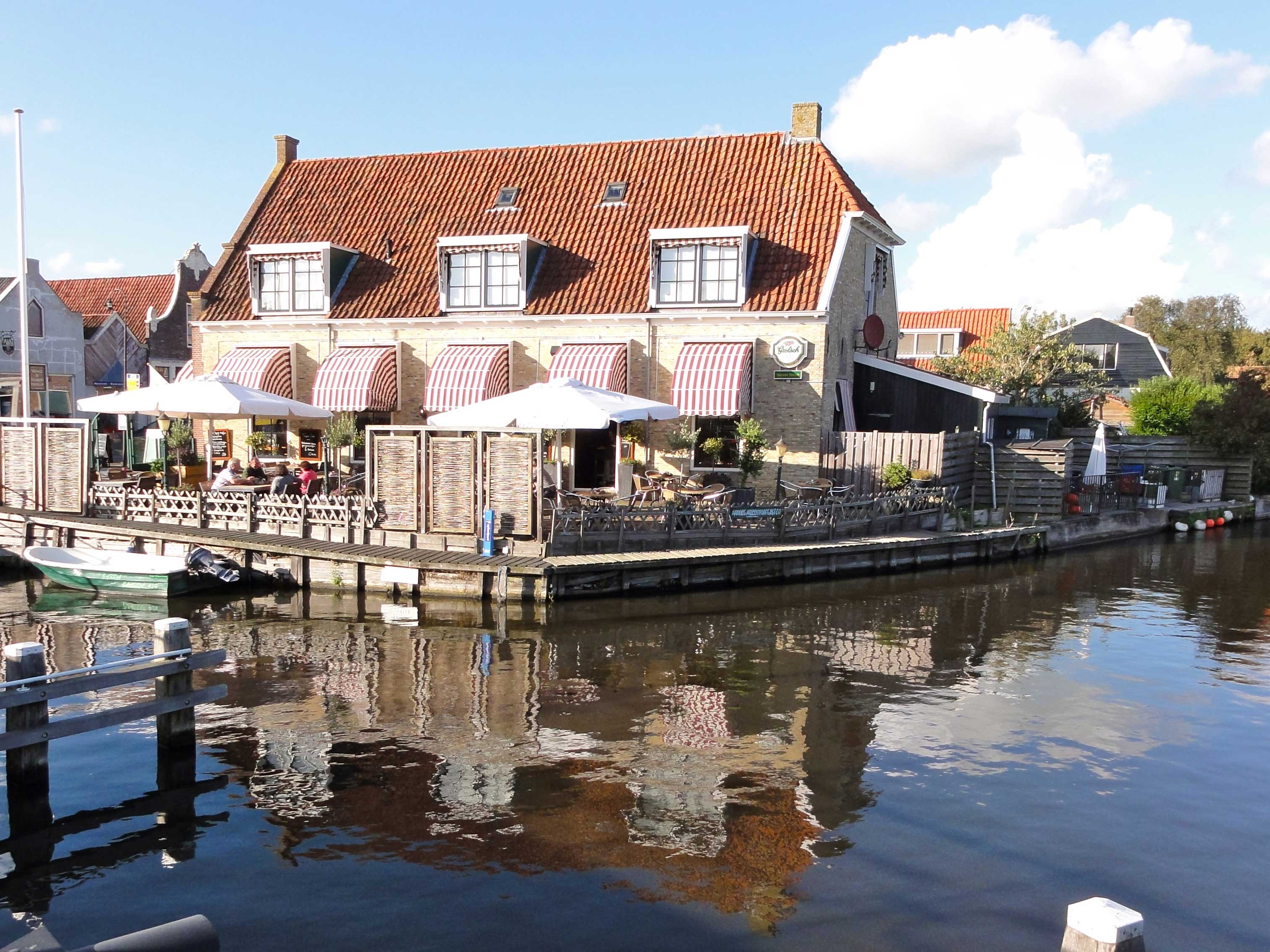
restaurant aan het water, aan het Súd

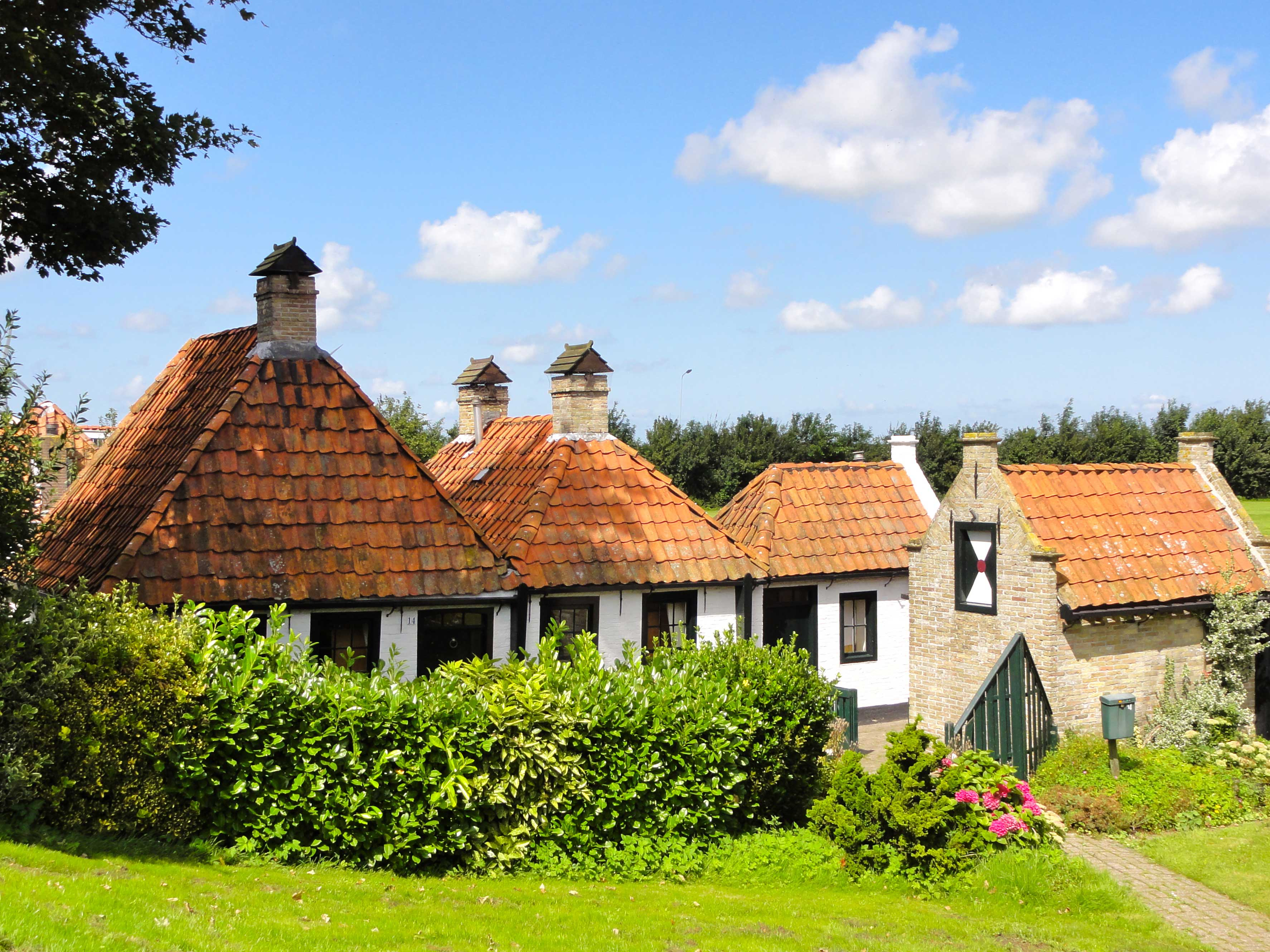
Bewoning aan de Séburch

Workum wordt in twee delen gesplitst door de Diepe Dolte, die het Zandmeer via kanaal It Soal verbindt met het IJsselmeer. Vanuit het Gaastermeer stroomt de Lange Vliet welke overgaat in de Trekvaart/Workumertrekvaart. Ten noorden van de plaats buigt de Workumertrekvaart naar het zuidwesten, en vanaf daar heet het water de Diepe Dolte. Langs de Trekvaart en Workumertrekvaart ligt een straat met de naam Trekwei, die iets later naar het zuidwesten buigt en in Workum overgaat in het Noard en daarna het Súd. Tussen het Noard en het Súd is de Merk, een plein met een aantal prominente gebouwen.
Het voormalige stadhuis is in de loop der jaren uitgebreid, eerst met een extra pand ernaast en in de 20ste eeuw met een grote aanbouw aan de achterkant. Sinds de gemeentelijke herindeling wordt een nieuwe functie voor het gebouw gezocht. Aan de Merk staan de waag, waarin Museum Warkums Erfskip is gehuisvest, en de Grote of Sint-Gertrudiskerk, die een losstaande toren heeft. Voor die kerk staat kijkend over het Súd een bronzen beeld van Uffing, een beroemde Workumse monnik.
Over de Diepe Dolte zijn enkele bruggen. Bij het Súd is een brug met een sluis en een restaurant dat Sluiszicht heet. Het oudste deel is uit 1777 en de laatste restauratie vond plaats in 1978.
Zoals op meer plaatsen langs de voormalige Zuiderzee is in Workum kenmerkend aardewerk te vinden. Het Workumer aardewerk is eenvoudig bruin met decoraties in ringeloortechniek.

## Musea
Workum heeft meerdere musea. De bekendste daarvan is het Jopie Huisman Museum. Dit is een museum dat werken van kunstschilder Jopie Huisman exposeert. Het museum werd geopend in 1986 en was gevestigd in het oude Sleeswijckhuys, maar bevindt zich sinds 1992 op de huidige plek aan het Noard. In de Waag zit het Museum Warkums Erfskip, over de geschiedenis van Workum. Daarnaast zijn er in Workum enkele ateliers.

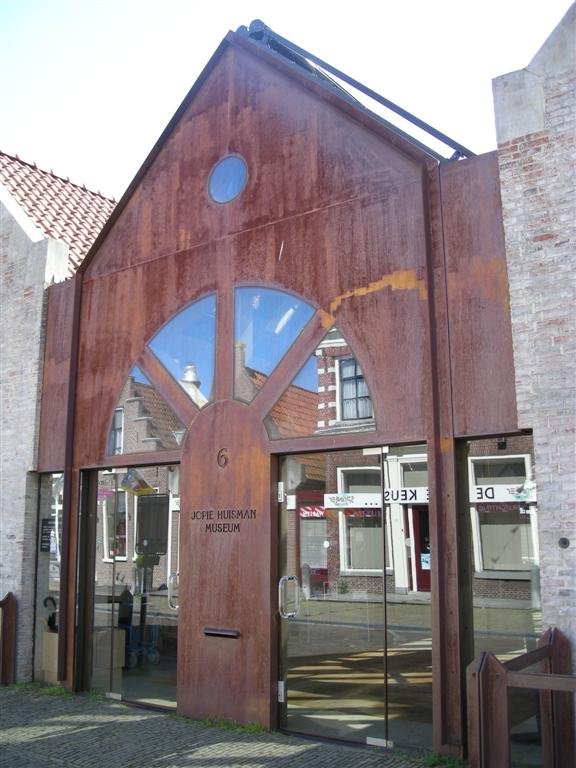
Jopie Huisman Museum aan het Noard
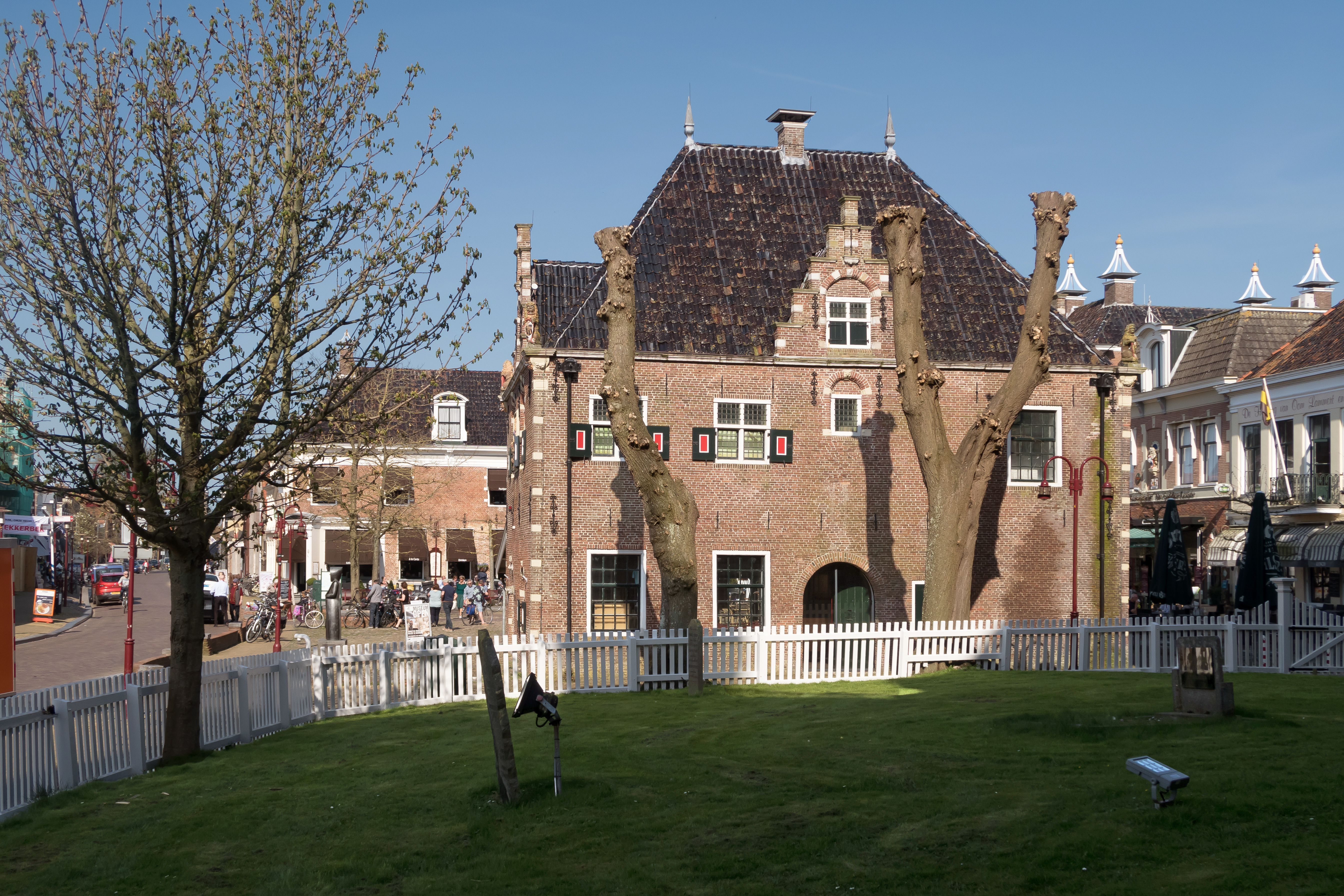
Museum Warkums Erfskip aan de Merk is gevestigd in de Waag

Sinds 2014 is het Kapper Doeleman & Scheermuseum in Workum gevestigd. Dit museum was oorspronkelijk gevestigd in Bakhuizen. Het Koeienmuseum Bijna alles over Koeien verhuisde in 2016 naar Workum. Sinds 1997 was dit museum gevestigd in een boerderij in Nijemirdum.

## Kerkgebouwen
Workum telt meerdere kerken. De Grote of Sint-Gertrudiskerk is uit de 15e eeuw. In 16e eeuw werd de kerk flink aangepast. Naast de kerk werd toen een kerktoren gebouwd, die opvallend genoeg los staat van de kerk. De Doopsgezinde kerk is een schuurkerk uit 1694. De Sint-Werenfriduskerk uit 1877 is een modernere kerk.

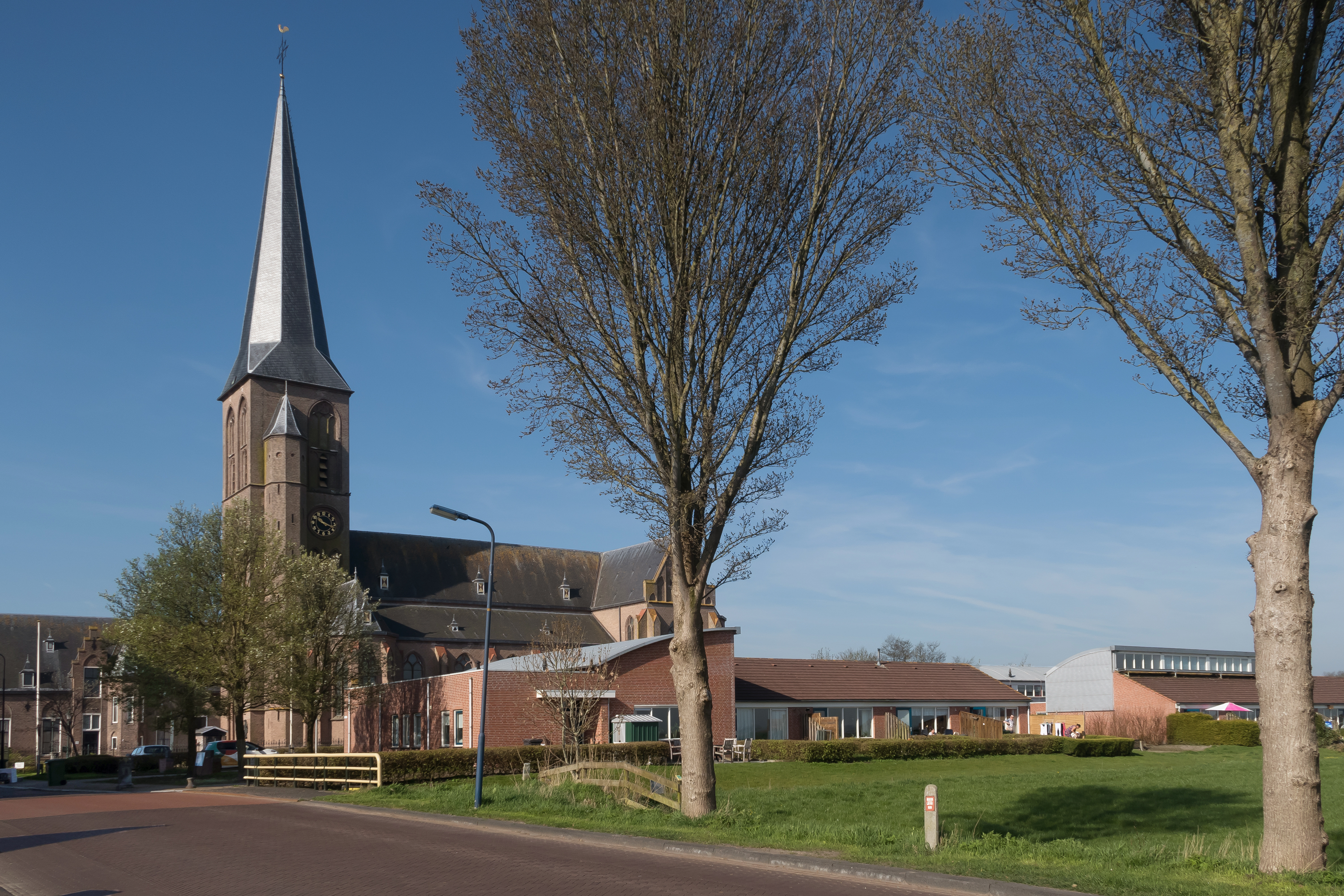
Sint-Werenfriduskerk
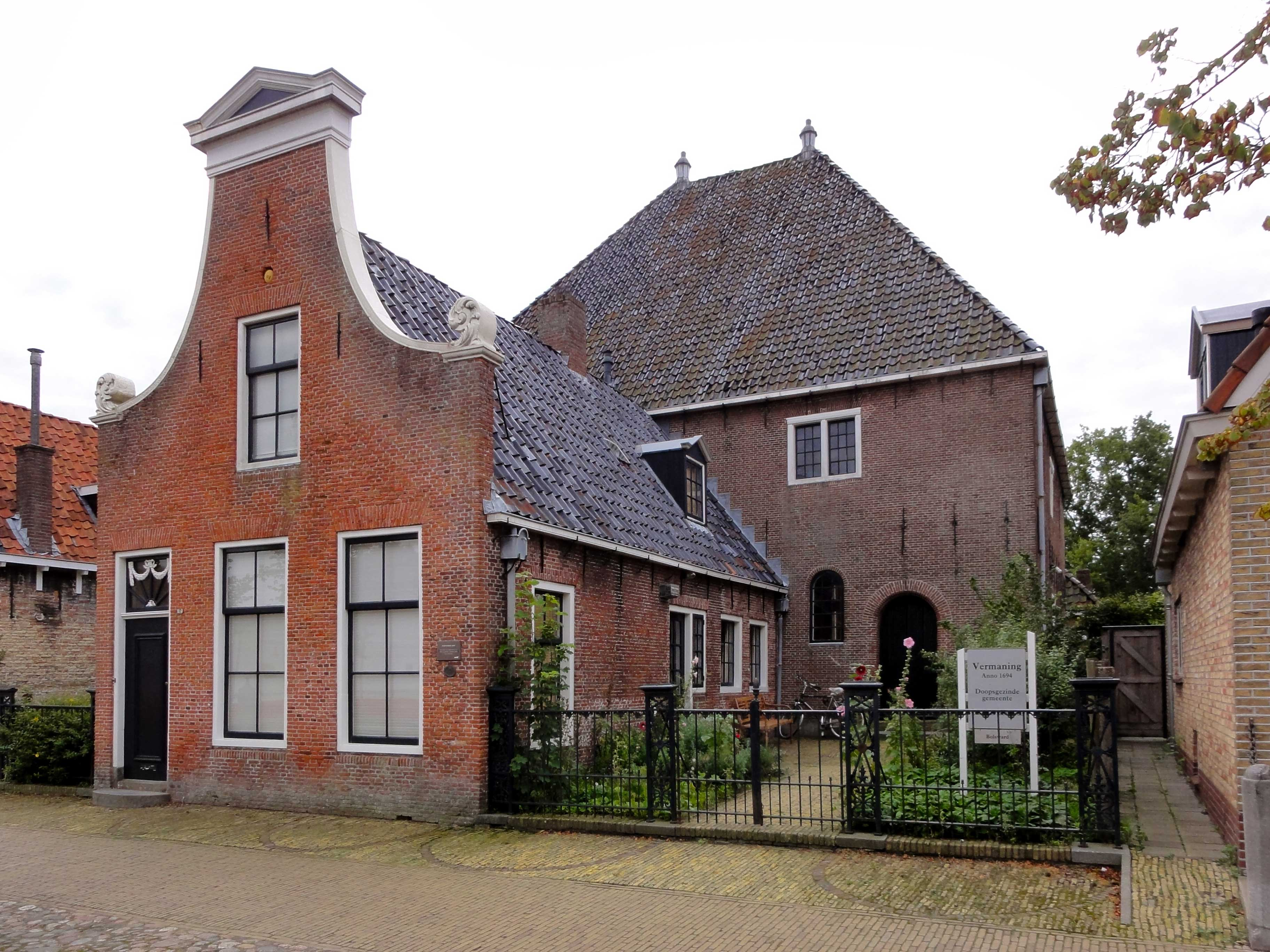
Doopsgezinde kerk
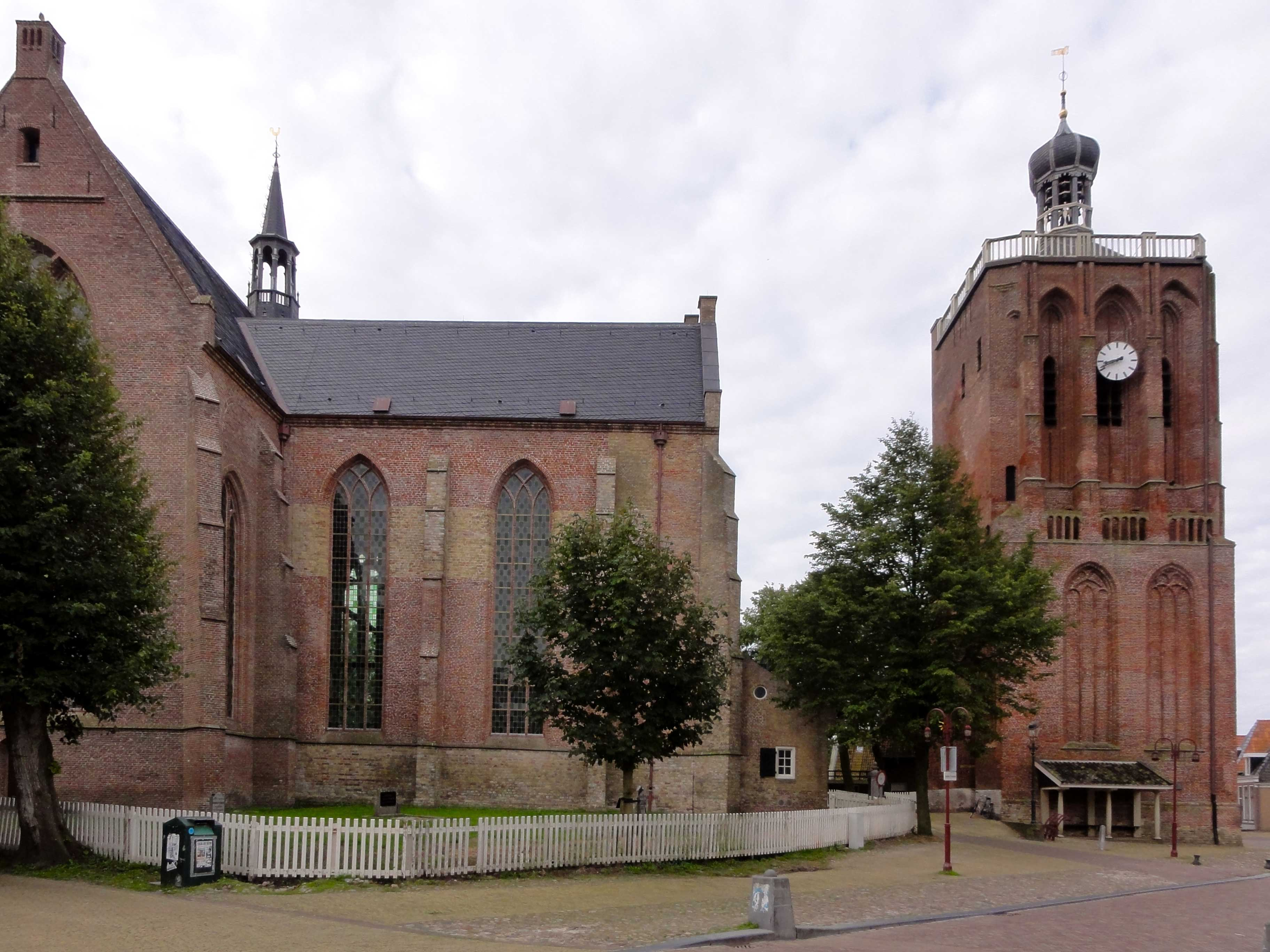
Grote of Sint-Gertrudiskerk
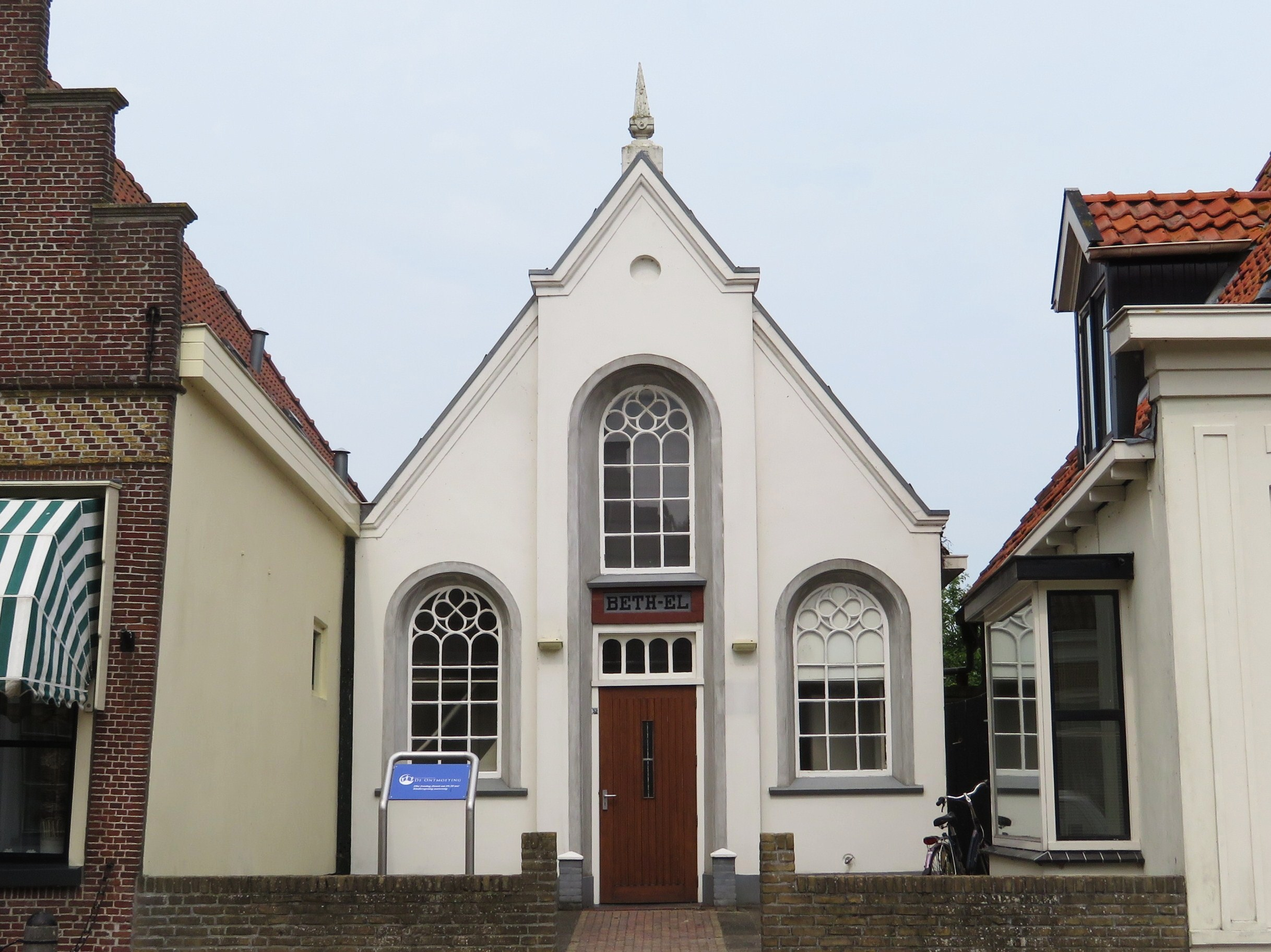
Bethelkerk

## Molens
Workum had in zijn directe omgeving ooit zeventien molens, die verschillende taken hadden: zaagmolens, korenmolens en veel poldermolens. Er zijn nog drie poldermolens over: De Nijlânnermole, De Snip en Ybema's Mole.

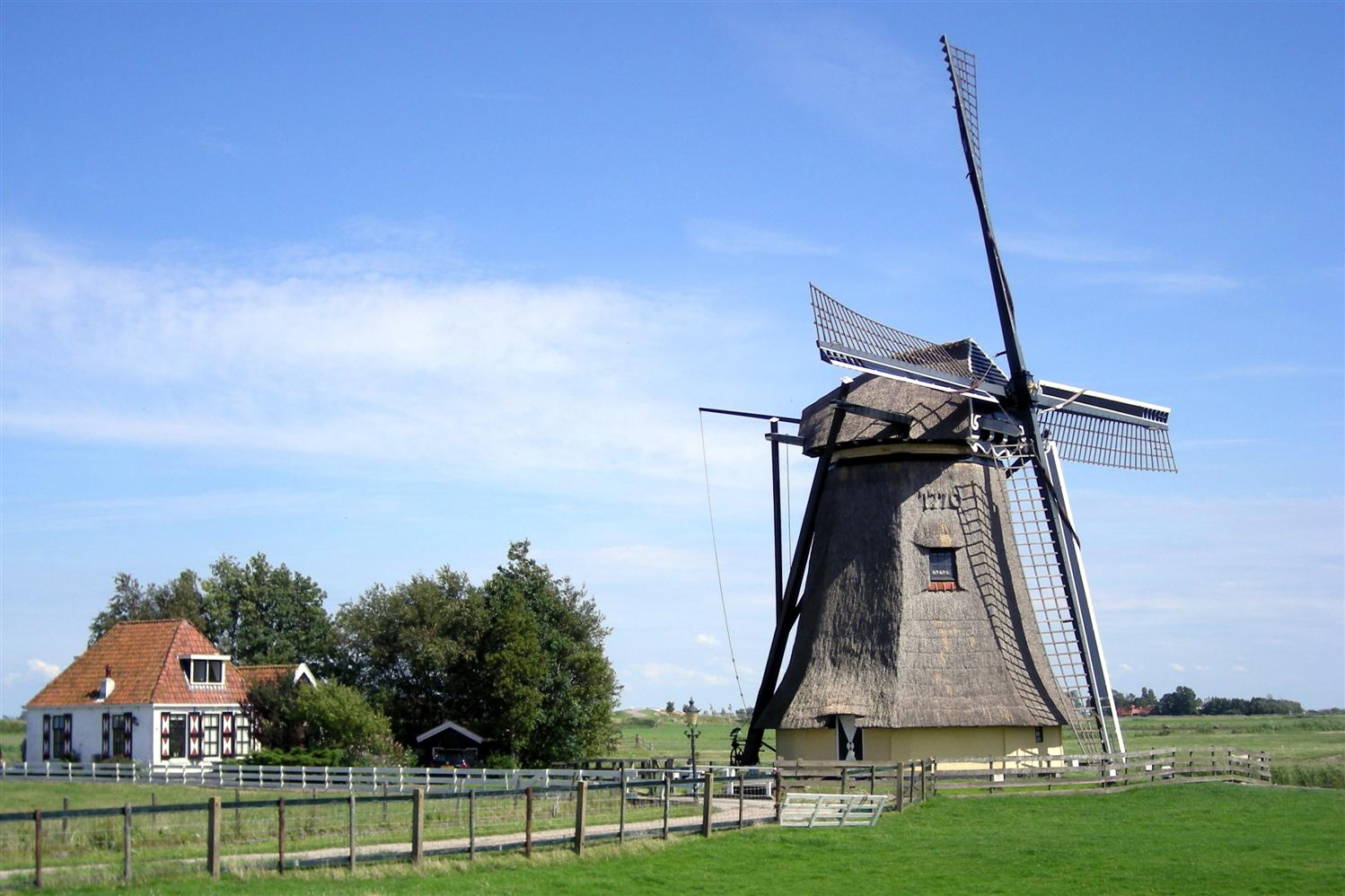
De Nijlânnermole met molenaarshuis
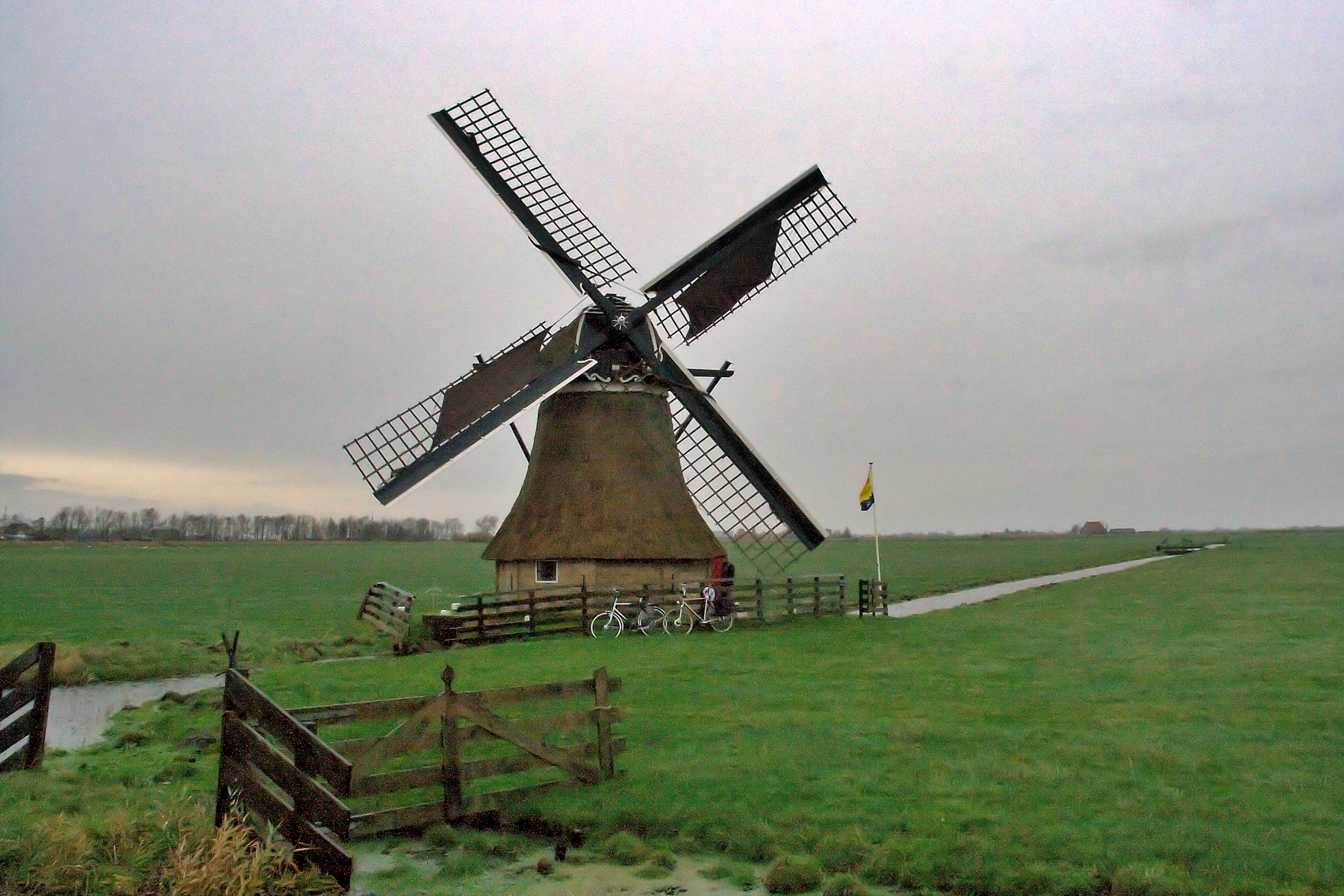
De Snip
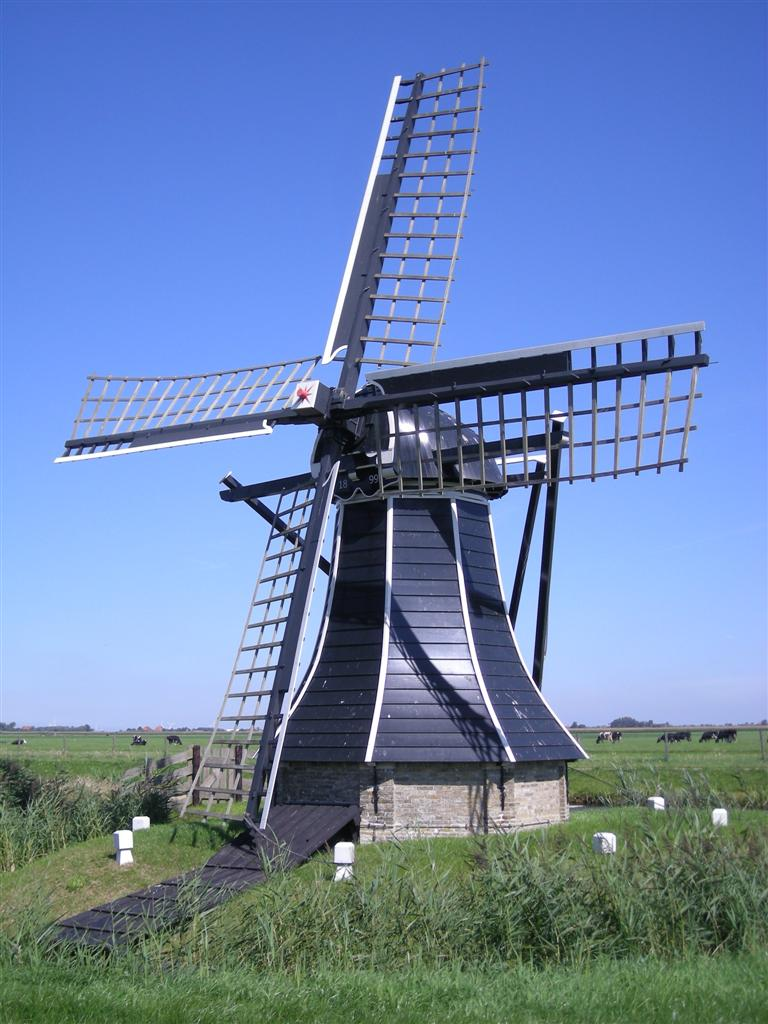
Ybema's Mole

## Scheepvaart
In 2007 is de vaarweg naar de Fluessen geschikt gemaakt voor grotere, dieper stekende schepen. De route is in het kader van het Friese Merenproject van de provincie Friesland verdiept en uitgebaggerd. De vaarweg is daarmee toegankelijk geworden voor schepen met een diepgang tot 1,90 m. De Workumertrekvaart, de vaarroute van Workum naar Bolsward, is ook uitgediept. De Diepe Dolte en Het Zool worden met elkaar verbonden door de Sluis Workum, een schutsluis.
Aan de Hylperdyk bij de ingang naar de haven van Workum staat de Vuurtoren van Workum. De vuurtoren, die lokaal Toarntsje wordt genoemd, is een witte vierkante bakstenen toren die vroeger een lichtbaken was voor schepen op de Zuiderzee. De oorspronkelijk houten toren dateerde uit 1643, toen de dijk tussen Workum en Hindeloopen werd aangelegd. Later die eeuw of in de 18e eeuw werd de toren vervangen door de stenen vuurtoren.

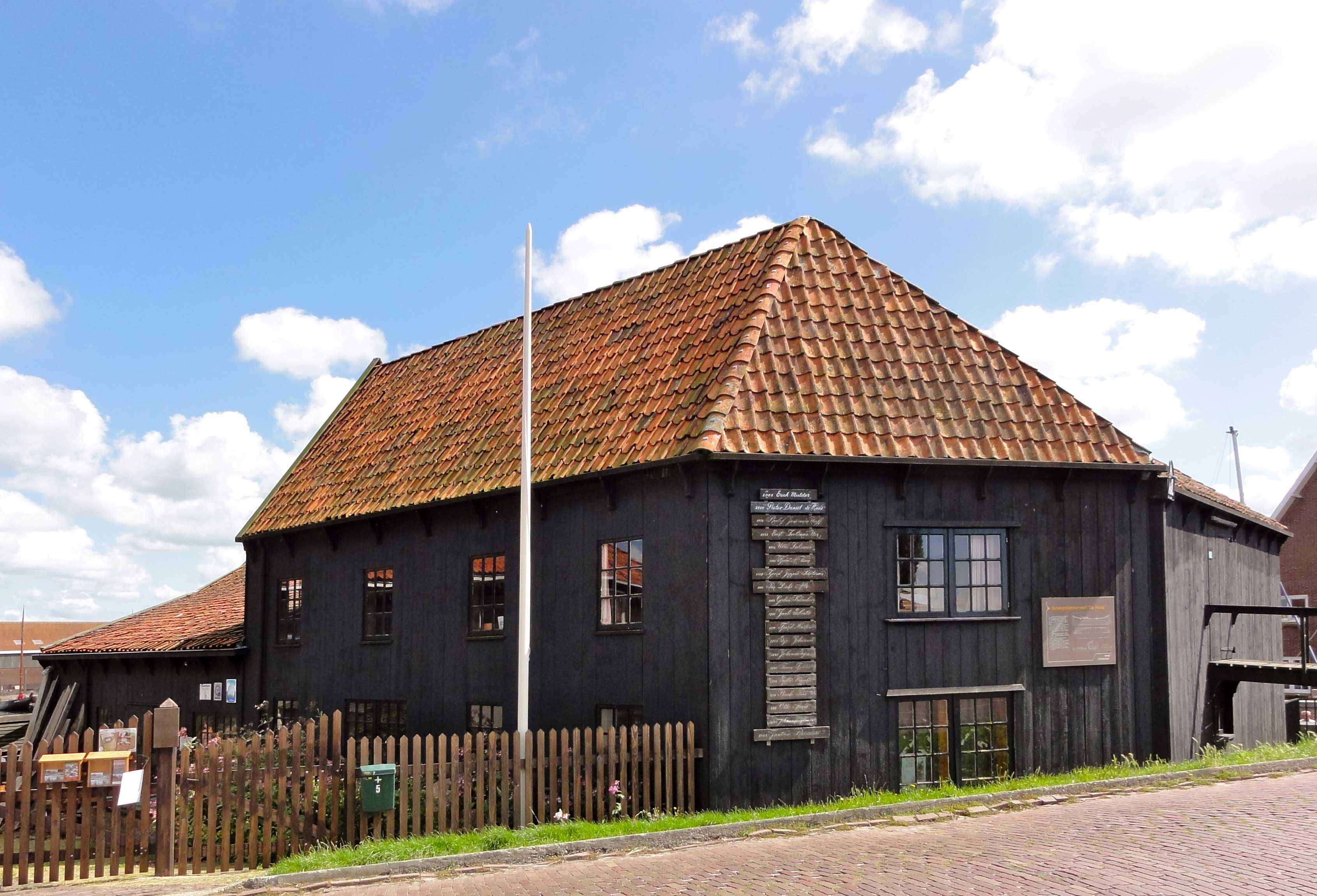
Scheepstimmerwerf "De Hoop"
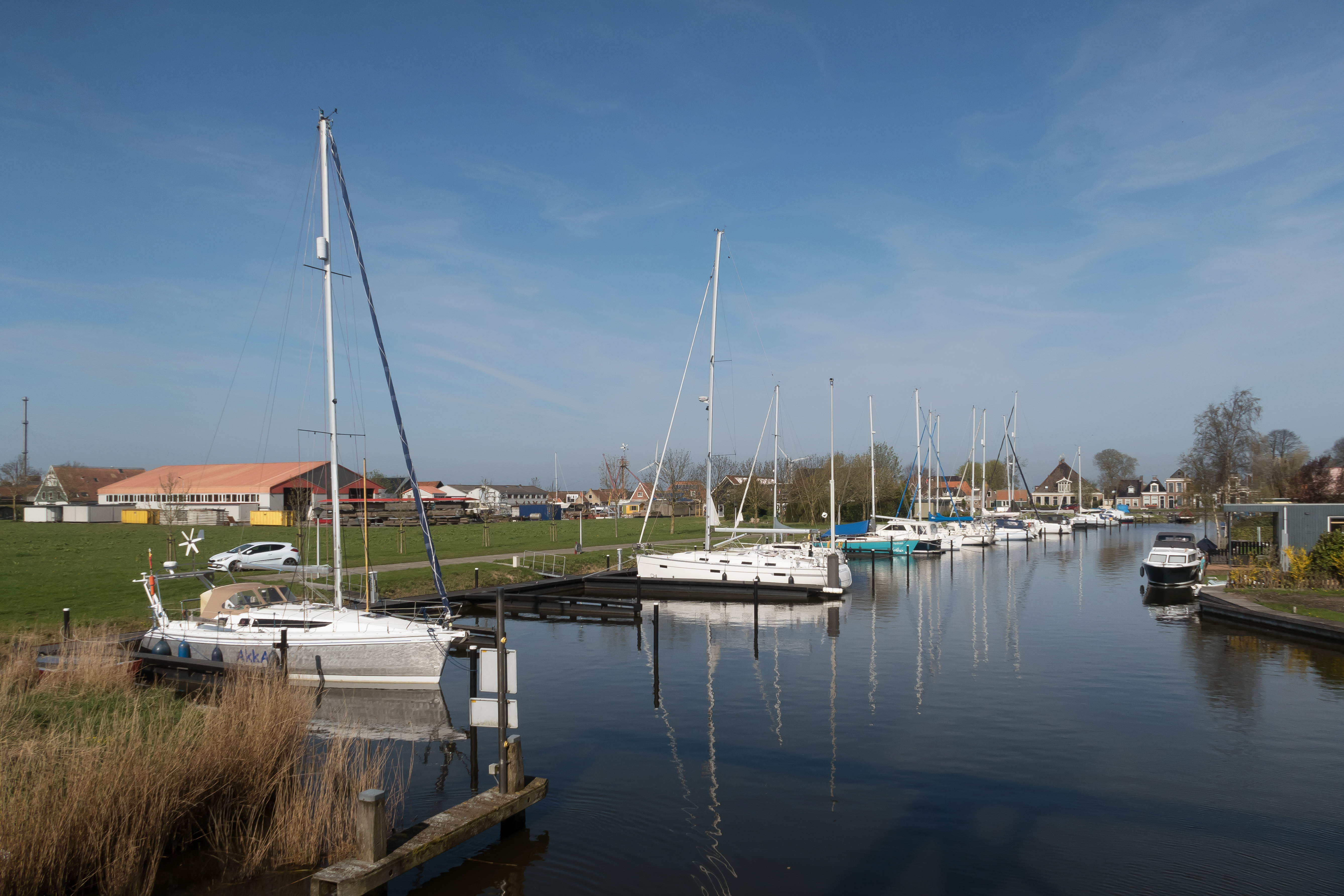
De Burevaart in Workum
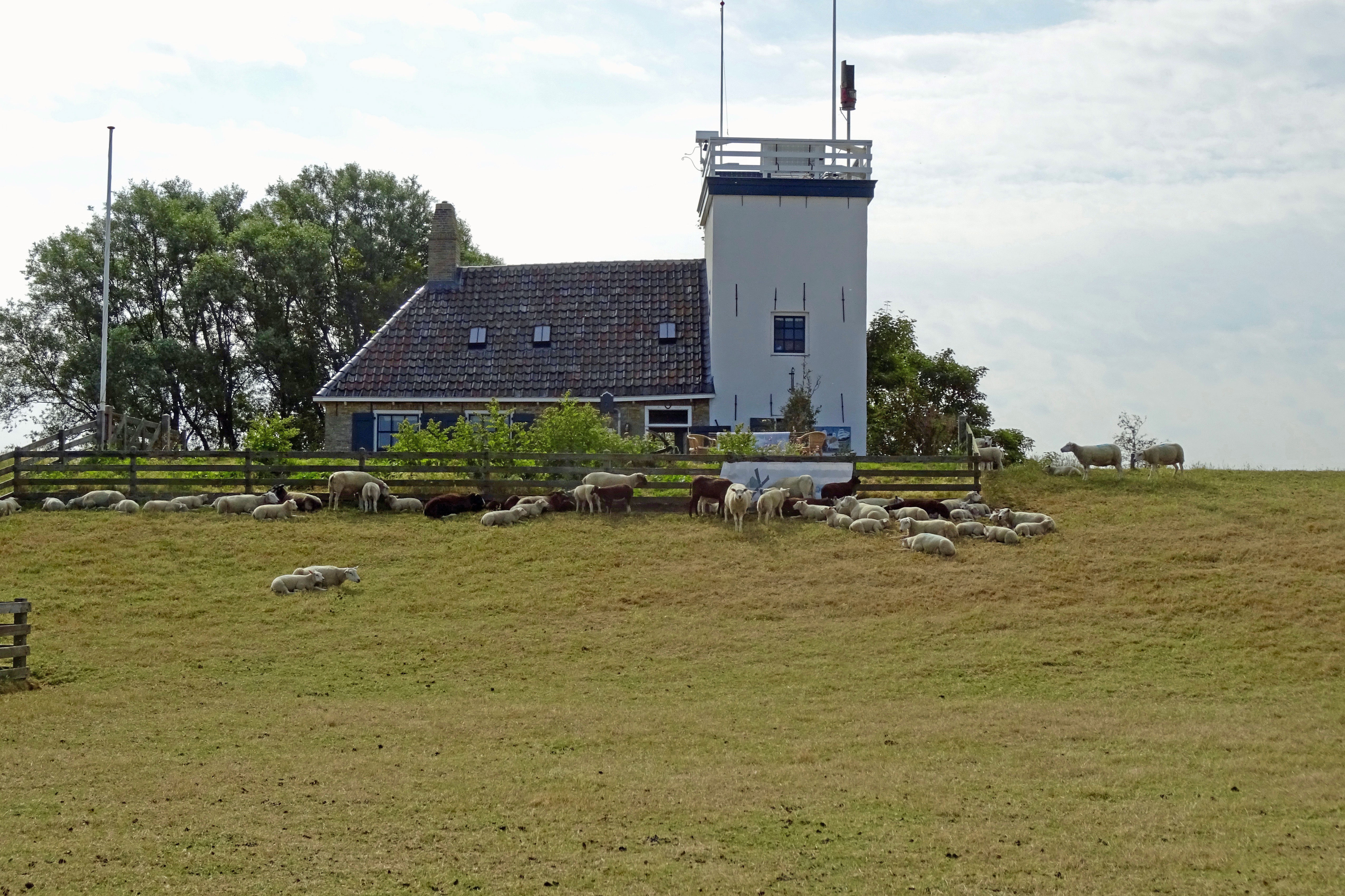
Vuurtoren van Workum
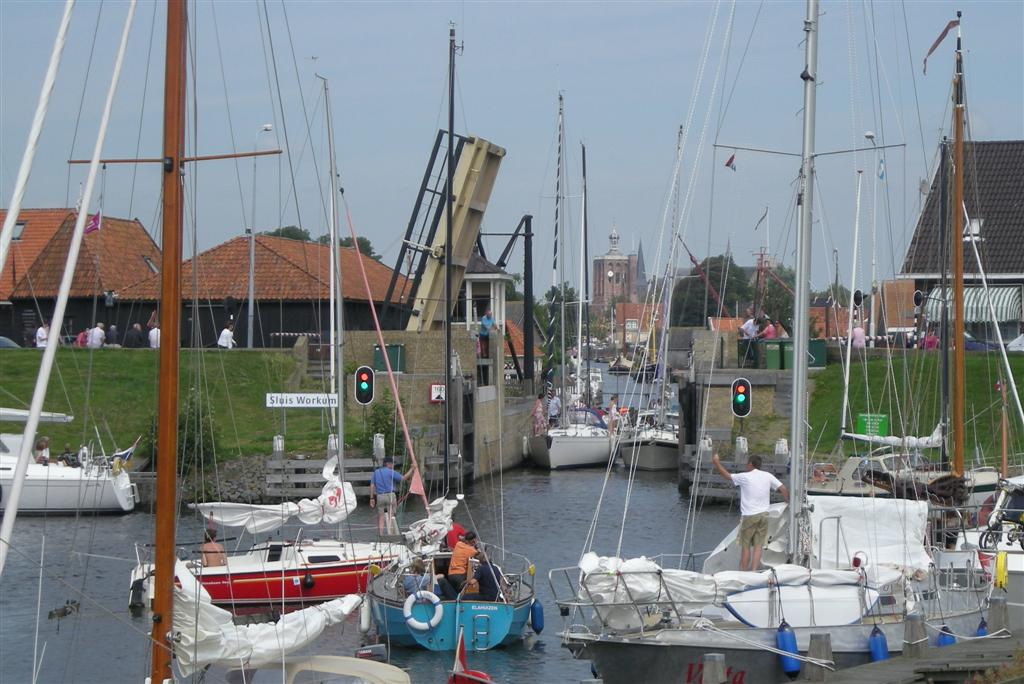
Sluis Workum

## Sport en cultuur
In Workum zijn meerdere sportverenigingen gevestigd, zoals de Zeil Vereniging Workum, kaatsvereniging De Pripper, voetbalvereniging VV Workum, de tennisvereniging Rekke, Badmintonclub Workum, wielervereniging Workum, volleybalvereniging SVW twee paardensportverenigingen en de IJsclub Workum.

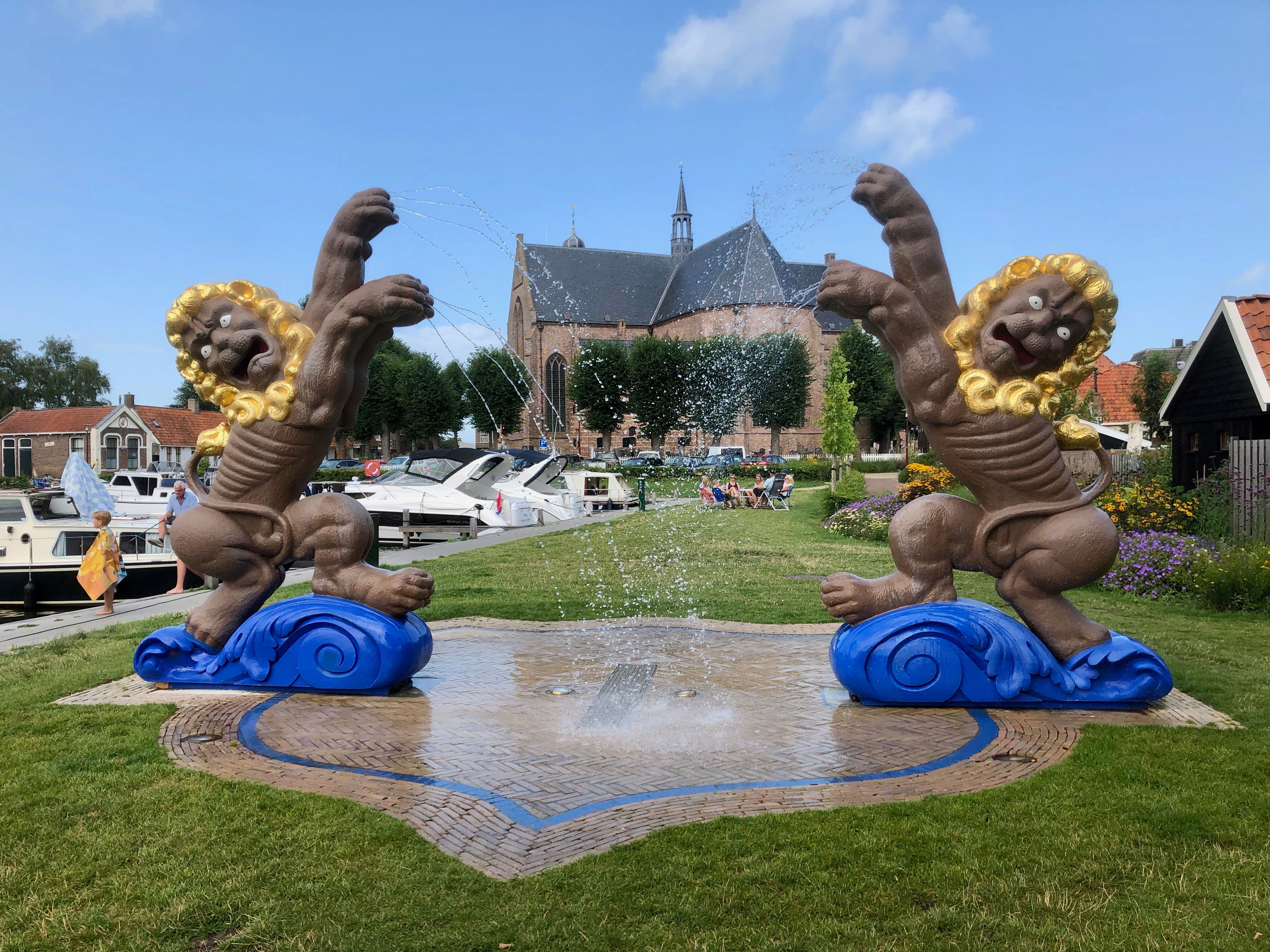
De Woeste Leeuwen van Workum, fontein 11Fountains

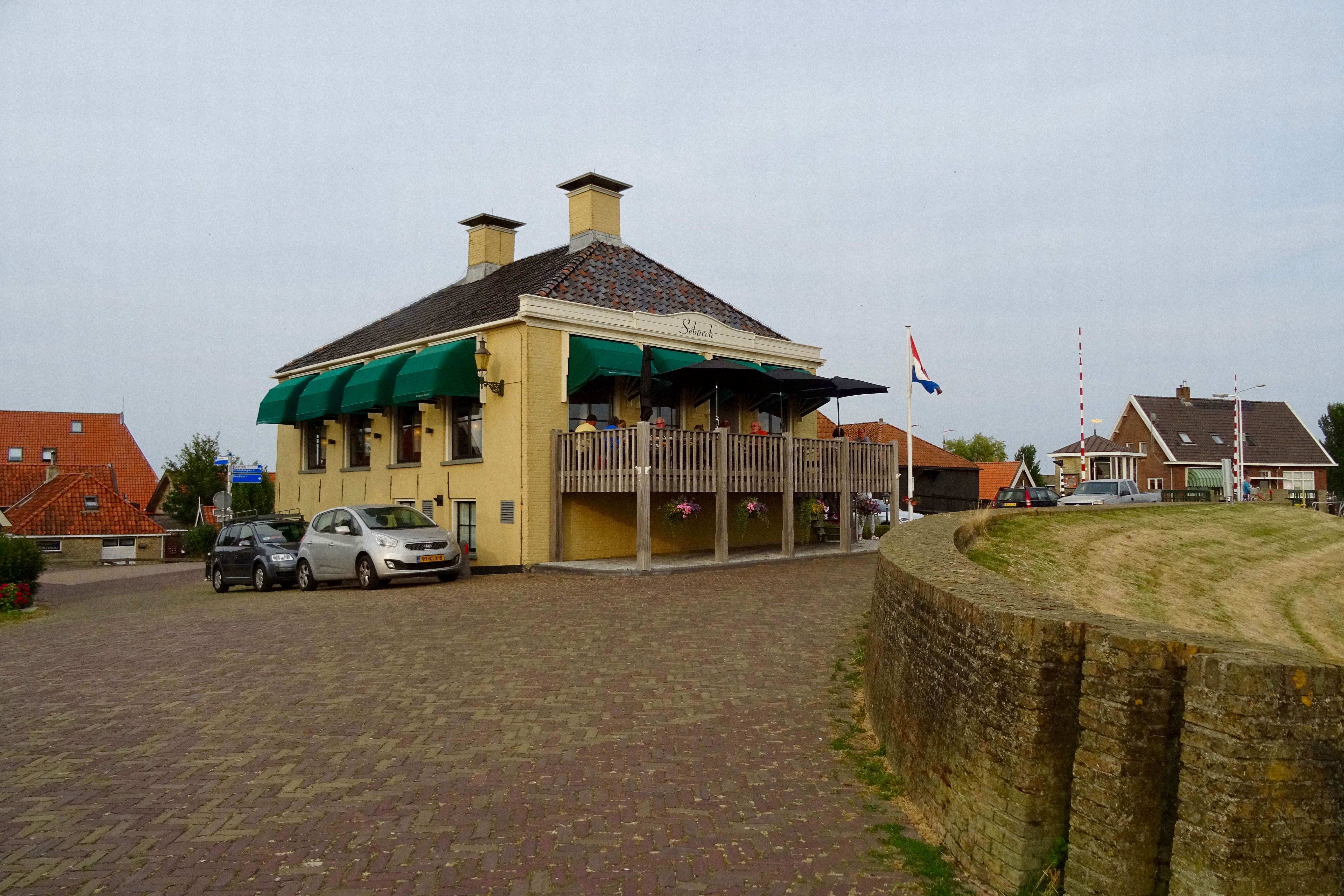
zicht op de Séburch 9, rijksmonument

Workum heeft meerdere culturele verenigingen, zoals de stichting Cultureel NUT, mannenkoor Laus Deo, brassband Cresendo Workum, vrouwenkoor Twa Lûd en de toneelvereniging De Paupers.
Door het buitendijksgebied, dat bij Workum het Geele Strand wordt genoemd, loopt het kanaal Het Zool, dat via een sluis verbonden is met de Diepe Dolte. Aan het water zijn meerdere werven, een jachthaven, twee vakantieparken en in de omgeving nog enkele havens te vinden. 

## Evenementen
In de herfstvakantie worden jaarlijks de visserijdagen, het beurtveer en de strontrace georganiseerd. Op de dag voor Hemelvaart is de stad de finishplaats van de tweede dag van de jaarlijkse Elfstedenwandeltocht. Op Hemelvaartsdag lopen de wandelaars Workum weer uit, en komen via Bolsward en Harlingen in Franeker uit. Verder is er het shantykoor-festival.

### Veekeuringsdag
Op de vierde woensdag van september wordt sinds 1900 een veekeuringsdag georganiseerd door de Veekeuringscommissie, die beoogt hiermee de fokkerij op een hoger plan te brengen. Het evenement vindt jaarlijks plaats op de Merk, het centrale marktplein van Workum, eventueel gecombineerd met een Gondelvaart in de avond.
In het begin werden alleen koeien gekeurd, later ook paarden. Alleen tijdens de oorlogen werden enkele keuringsdagen overgeslagen en in 2001 kon de veekeuring niet plaatsvinden door het mond-en-klauwzeer dat in Nederland was uitgebroken. Als alternatief plan werd er een pony-keuring gehouden, 's middags kon het stratenconcours gewoon doorgaan.

## Onderwijs
Workum heeft een drietal basisscholen; 't Finster, de Sint Ludgerusschool en de openbare Basisschool De Pipegaal.
Voor middelbaar onderwijs moeten de kinderen naar het Marne College (voor vwo, havo, mavo, vmbo, lwoo) in Bolsward of de Bogerman Scholengemeenschap (voor vwo, havo, mavo, vmbo, lwoo) in Koudum.

## Vervoer

### Treinstation

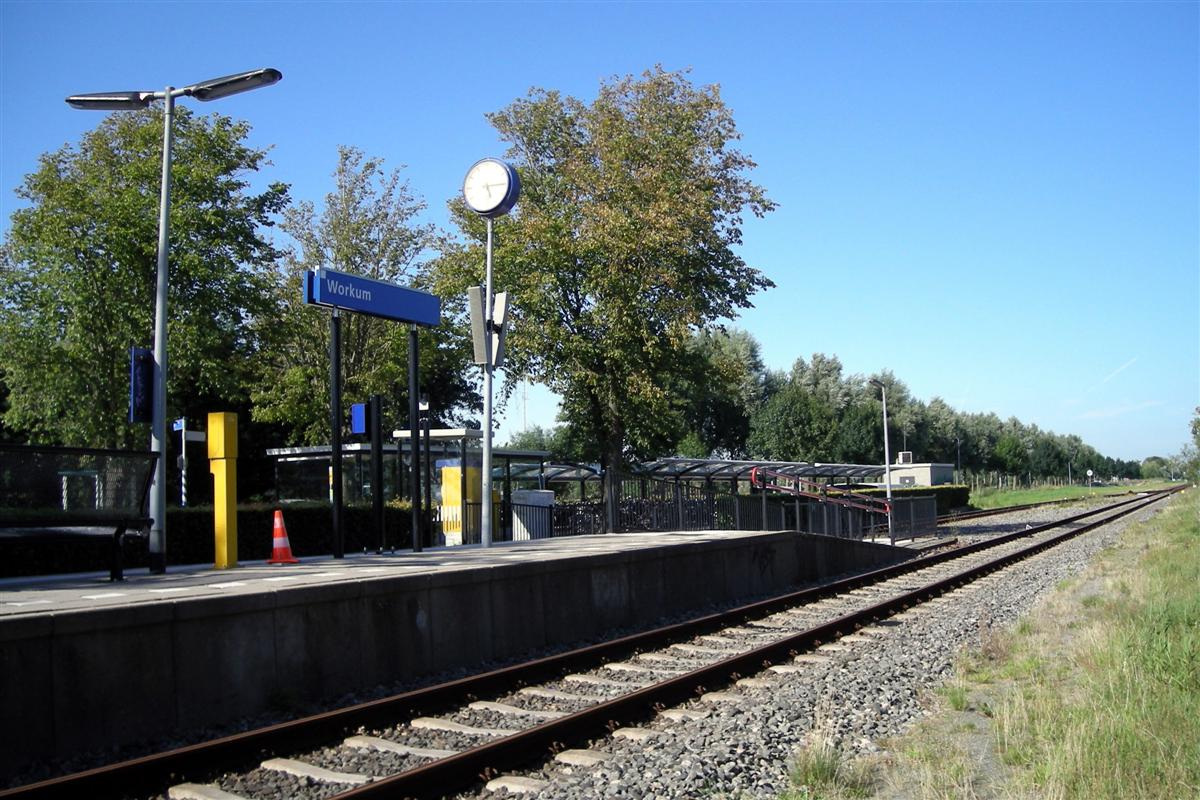
Station Workum

Workum heeft een treinstation, station Workum, dat is gelegen aan de spoorlijn Leeuwarden - Stavoren.

### Bus
Door Workum lopen de volgende buslijnen van Qbuzz:
- Lijn 44: Bolsward - Workum - Sneek
- Lijn 102: Makkum - Workum - Hindeloopen
- Lijn 935: Workum - Nijhuizum
- Lijn 936: Workum - Ferwoude
- Lijn 937: Workum - Gaast
- Lijn 938: Workum - It Heidenskip

### Auto
De N359 is de provinciale weg, die langs Workum loopt.

## Begraafplaatsen
- Algemene begraafplaats: hier zijn onder meer negen oorlogsgraven van het Gemenebest
- Joodse begraafplaats, de oudste joodse begraafplaats van Friesland
- RK begraafplaats: Onder anderen pastoor Janning is hier begraven

## Bekende (oud-)inwoners
De anatoom en zoöloog Petrus Camper was tussen 1773-1789 ook burgemeester van Workum.

### Geboren in Workum
- Peter Tiara (ook wel Pieter Tjaerds of Petreius Tiara, 1514-1586), arts, hoogleraar Grieks en eerste rector magnificus van de Universiteit van Leiden[6]
- Douwe de Hoop (1800-1830), beeldend kunstenaar
- Coert Lambertus van Beyma thoe Kingma (1808-1882), bestuurder
- Sybrand van Beyma thoe Kingma (1812-1877), jurist en politicus
- Ulbo Jetze Heerma van Beyma thoe Kingma (1821-1876), bestuurder
- Anske Hielke Kuipers (1833-1902), gezaghebber bij de Gouvernementsmarine
- Carl Wilhelm Christiaan Theodoor Visser (1850-1934), burgemeester
- Johan van Eerde (1871-1936), indoloog, eerste directeur van het Tropenmuseum
- Tjipke Visser (1876-1955), beeldhouwer
- Rintje van der Brug (1884-1959), politicus
- Jopie Huisman (1922-2000), kunstschilder en tekenaar
- Sipke Castelein (1941), roeier
- Pieter Endedijk (1954), predikant en schrijver
- Beno Hofman (1954-2023), Groningse historicus en televisiepresentator
- Sybrand van Haersma Buma (1965), politicus (CDA); burgemeester van Leeuwarden
- Sytze Pruiksma (1972), componist en geluidskunstenaar
- Sipke de Boer (1978), zanger

### Werkzaam in Workum
- Ruth Vulto Gaube (1960), beeldhouwster

### Overleden in Workum
- Wierd Wijnia (geboren te Edens 1925 -1998), langeafstand-schaatser en sportbestuurder